# Antigua tribu de Tavastia

Emblema de la histórica provincia de Tavastia

Los tavastianos (en finés: Hämäläiset, en sueco: tavaster, en ruso: Емь, Yem, Yam: Емь, Yem, Yam) son un grupo de personas asentadas en Finlandia desde la Edad de Piedra, que vivían en la histórica provincia de Tavastia (Häme, en finés) y tenían su propio dialecto.

## Historia

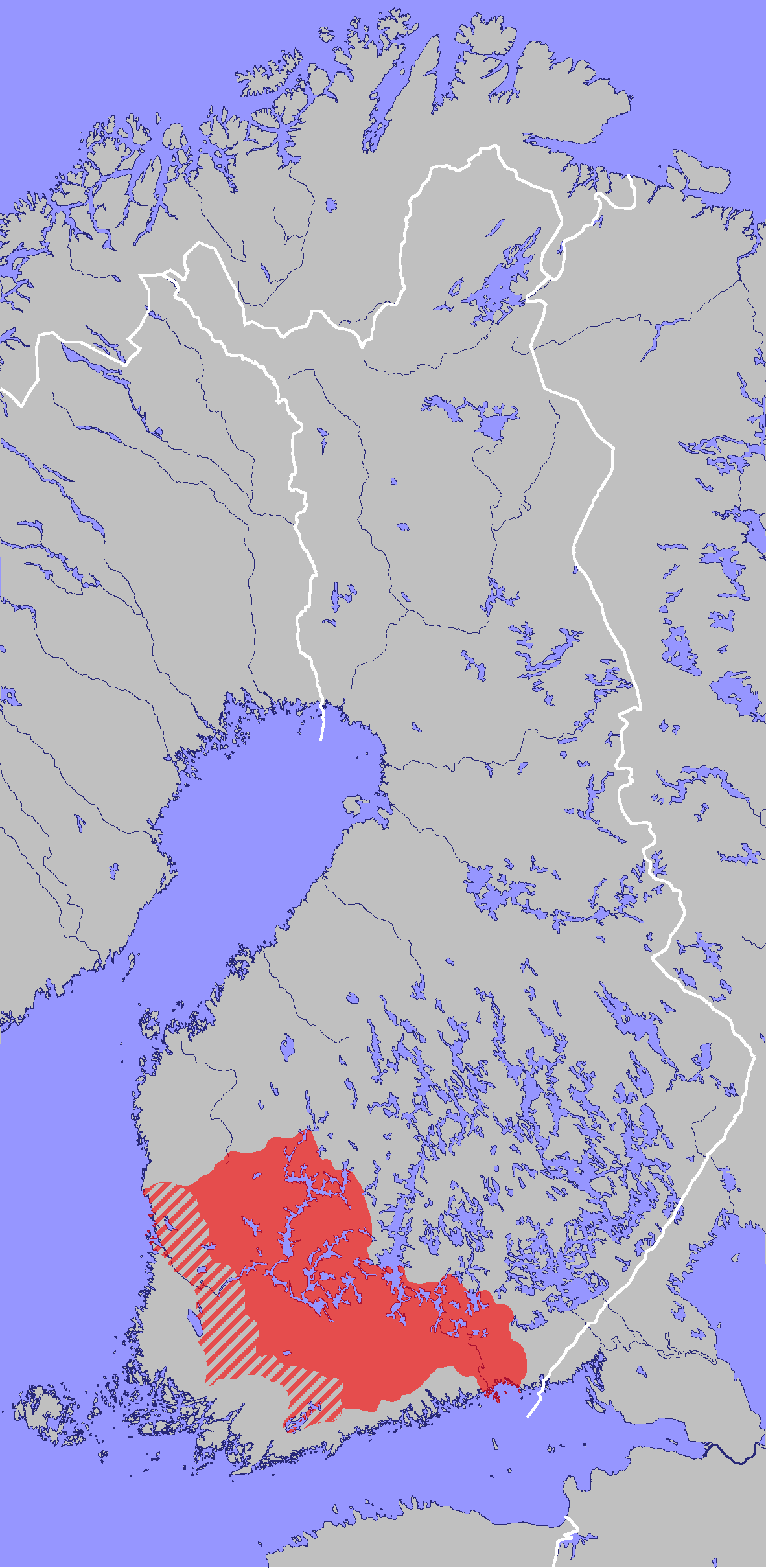
Zona de los dialectos tavastianos del finés.

Tavastia (Häme en finés) fue habitada desde la temprana Edad de Piedra. El núcleo antiguo Tavastia se formó alrededor del lago Vanajavesi. Los poblados fortificados tavastianos, conocidos como hillforts son ejemplos de la organización de la cooperación en la Edad de Hierro. Se organizaban en una clara disposición sur-norte, alrededor de la actual Hämeenlinna. El hillfort más notable es el del Castillo de Rapola, también el más grande hallado en Finlandia, aunque también caben ser destacados, como importantes fortalezas, el hillfort de Tenhola en Hattula y el castillo de Hakoinen. Los tavastianos se mencionan en fuentes históricas por primera vez en 1042.
Posiblemente la carretera más antigua de Finlandia, Hämeen härkätie (la carretera de los bueyes de Tavastia) conectó Tavastia con la costa occidental de Finlandia. Las primeras señales del cristianismo en la zona datan del siglo XI.
La primera crónica eslava y la Crónica de Nóvgorod describen frecuentes conflictos de los tavastianos con Novgorod y Karelia así como otros fineses del báltico, entre los siglos XI y XIV. La segunda cruzada sueca a Finlandia, posiblemente en 1293, inició el proceso para la anexión de Tavastia por parte del reino de Suecia.